# Iris (film, 2001)
Pour les articles homonymes, voir Iris.
Pour plus de détails, voir Fiche technique et Distribution.
Iris, ou Poèmes pour Iris au Québec (Iris), est un film britannico-américain réalisé par Richard Eyre, sorti en 2001.

## Synopsis
La vie d'Iris Murdoch, écrivaine anglaise.

## Fiche technique
- Titre : Iris
- Titre québécois : Poèmes pour Iris
- Réalisation : Richard Eyre
- Scénario : Richard Eyre et Charles Wood d'après Iris: A Memoir et Elegy for Iris de John Bayley
- Musique : James Horner
- Photographie : Roger Pratt
- Montage : Martin Walsh
- Décors : Gemma Jackson et Trisha Edwards
- Costumes : Ruth Myers
- Production : Michael Dreyer, Guy East, Robert Fox, Thomas Hedley Jr., Tom Hedley, Anthony Minghella, Sydney Pollack, Scott Rudin, David M. Thompson et Harvey Weinstein
- Pays de production :  Royaume-Uni -  États-Unis
- Langue originale : anglais
- Format : couleurs - Dolby Digital
- Genre : biopic, drame et romance
- Durée : 91 minutes
- Date de sortie : 2001[Quand ?][Où ?]

## Distribution
- Judi Dench (V.Q. : Françoise Faucher) : Iris Murdoch
- Jim Broadbent (V.Q. : André Montmorency) : John Bayley
- Kate Winslet (V.Q. : Linda Roy) : Iris Murdoch, jeune
- Hugh Bonneville (V.Q. : François Godin) : John Bayley, jeune
- Penelope Wilton (V.Q. : Louise Rémy) : Janet Stone
- Eleanor Bron : le principal
- Angela Morant : l'hôtesse
- Siobhan Hayes : la fille du check-out
- Juliet Aubrey (V.Q. : Anne Bédard) : Janet Stone, jeune
- Joan Bakewell : le présentateur de la BBC
- Nancy Carroll : BBC PA[Quoi ?]
- Kris Marshall (V.Q. : Antoine Durand) : Dr Gudgeon
- Tom Mannion : le neurologue
- Derek Hutchinson : le facteur
- Samuel West (V.Q. : Marc-André Bélanger) : Maurice, jeune

Source et légende : Version québécoise (V.Q.) sur Doublage Québec.

## Distinctions
- Oscar du meilleur acteur dans un second rôle pour Jim Broadbent